# Wuhai Airport
Wuhai Airport är en flygplats i Kina. Den ligger i den autonoma regionen Inre Mongoliet, i den norra delen av landet, omkring 430 kilometer väster om regionhuvudstaden Hohhot.
Runt Wuhai Airport är det tätbefolkat, med 411 invånare per kvadratkilometer. Närmaste större samhälle är Wuhai, 12,0 km söder om Wuhai Airport. Trakten runt Wuhai Airport är ofruktbar med lite eller ingen växtlighet.
Genomsnittlig årsnederbörd är 460 millimeter. Den regnigaste månaden är september, med i genomsnitt 82 mm nederbörd, och den torraste är januari, med 1 mm nederbörd.